# جایزه بزرگ آذربایجان ۲۰۲۲
جایزه بزرگ آذربایجان ۲۰۲۲ (که به‌طور رسمی با نام فرمول ۱ جایزه بزرگ آذربایجان ۲۰۲۲ شناخته می‌شود) یک مسابقه اتومبیل‌رانی فرمول یک است که در تاریخ ۱۲ ژوئن ۲۰۲۲ در پیست شهری باکو در باکو، آذربایجان برگزار می‌شود. این مسابقه ششمین دوره جایزه بزرگ آذربایجان و هشتمین دور از مسابقات فرمول یک فصل ۲۰۲۲ است.

## زمینه

### جدول رده‌بندی قهرمانی قبل از مسابقه
ماکس فرستاپن پس از دور هفتم در موناکو، با ۱۲۵ امتیاز، ۹ امتیاز بیشتر از شارل لکلرک در رده دوم و ۱۵ امتیاز بیشتر از سرجیو پرز در رتبه سوم، صدرنشین جدول قهرمانی رانندگان است. در جدول قهرمانی سازندگان، ردبول ریسینگ با ۲۳۵ امتیاز صدرنشین است. فراری با ۱۹۹ امتیاز و مرسدس با ۱۳۴ امتیاز در رده دوم و سوم قرار دارند.

### شرکت کنندگان
رانندگان و تیم‌ها همان لیست ورود به فصل هستند و هیچ راننده دیگری برای مسابقه حضور ندارد.

### انتخاب تایر
تأمین کننده تایر پیرلی ترکیبات سی۳، سی۴ و سی۵ (به ترتیب سخت، متوسط و نرم) را برای استفاده تیم‌ها در مسابقه اختصاص داده‌است.

## تمرین
قرار است سه جلسه تمرینی برای این جایزه بزرگ برگزار شود که هر جلسه یک ساعت طول می‌کشد. اولین و دومین جلسه تمرین روز جمعه ۱۰ ژوئن در ساعت ۱۵:۰۰ و ۱۸:۰۰ به وقت محلی (یوتی‌سی ۴:۰۰+) و سومین جلسه تمرین شنبه ۱۱ ژوئن ساعت ۱۵:۰۰ به وقت محلی برگزار می‌شود.

## تعیین خط
تعیین خط ساعت ۱۸:۰۰ به وقت محلی در تاریخ ۱۱ ژوئن برگزار شد.

### رده‌بندی تعیین خط
| جایگاه              | راننده         | شماره | تیم                   | زمان‌ها    | زمان‌ها    | زمان‌ها    | نوبت نهایی |
| جایگاه              | راننده         | شماره | تیم                   | مرحله اول | مرحله دوم | مرحله سوم | نوبت نهایی |
| ------------------- | -------------- | ----- | --------------------- | --------- | --------- | --------- | ---------- |
| ۱                   | شارل لکلرک     | ۱۶    | فراری                 | ۱:۴۲٫۸۶۵  | ۱:۴۲٫۰۴۶  | ۱:۴۱٫۳۵۹  | ۱          |
| ۲                   | سرجیو پرز      | ۱۱    | ردبول ریسینگ-آربی‌پی‌تی | ۱:۴۲٫۷۳۳  | ۱:۴۱٫۹۵۵  | ۱:۴۱٫۶۴۱  | ۲          |
| ۳                   | ماکس فرستاپن   | ۱     | ردبول ریسینگ-آربی‌پی‌تی | ۱:۴۲٫۷۲۲  | ۱:۴۲٫۲۲۷  | ۱:۴۱٫۷۰۶  | ۳          |
| ۴                   | کارلوس ساینز   | ۵۵    | فراری                 | ۱:۴۲٫۹۵۷  | ۱:۴۲٫۰۸۸  | ۱:۴۱٫۸۱۴  | ۴          |
| ۵                   | جورج راسل      | ۶۳    | مرسدس                 | ۱:۴۳٫۷۵۴  | ۱:۴۳٫۲۸۱  | ۱:۴۲٫۷۱۲  | ۵          |
| ۶                   | پیر گاسلی      | ۱۰    | آلفاتاوری-آربی‌پی‌تی    | ۱:۴۳٫۲۶۸  | ۱:۴۳٫۱۲۹  | ۱:۴۲٫۸۴۵  | ۶          |
| ۷                   | لوییس همیلتون  | ۴۴    | مرسدس                 | ۱:۴۳٫۹۳۹  | ۱:۴۳٫۱۸۲  | ۱:۴۲٫۹۲۴  | ۷          |
| ۸                   | یوکی سونودا    | ۲۲    | آلفاتاوری-آربی‌پی‌تی    | ۱:۴۳٫۵۹۵  | ۱:۴۳٫۳۷۶  | ۱:۴۳٫۰۵۶  | ۸          |
| ۹                   | سباستین فتل    | ۵     | استون مارتین-مرسدس    | ۱:۴۳٫۲۷۹  | ۱:۴۳٫۲۶۸  | ۱:۴۳٫۰۹۱  | ۹          |
| ۱۰                  | فرناندو آلونسو | ۱۴    | آلپاین-رنو            | ۱:۴۴٫۰۸۳  | ۱:۴۳٫۳۶۰  | ۱:۴۳٫۱۷۳  | ۱۰         |
| ۱۱                  | لاندو نوریس    | ۴     | مک‌لارن-مرسدس          | ۱:۴۴٫۲۳۷  | ۱:۴۳٫۳۹۸  | —         | ۱۱         |
| ۱۲                  | دنیل ریکیاردو  | ۳     | مک‌لارن-مرسدس          | ۱:۴۴٫۴۳۷  | ۱:۴۳٫۵۷۴  | —         | ۱۲         |
| ۱۳                  | استابان اوکون  | ۳۱    | آلپاین-رنو            | ۱:۴۳٫۹۰۳  | ۱:۴۳٫۵۸۵  | —         | ۱۳         |
| ۱۴                  | گوانیو ژو      | ۲۴    | آلفارومئو-فراری       | ۱:۴۳٫۷۷۷  | ۱:۴۳٫۷۹۰  | —         | ۱۴         |
| ۱۵                  | والتری بوتاس   | ۷۷    | آلفارومئو-فراری       | ۱:۴۴٫۴۷۸  | ۱:۴۴٫۴۴۴  | —         | ۱۵         |
| ۱۶                  | کوین مگنوسن    | ۲۰    | هاس-فراری             | ۱:۴۴٫۶۴۳  | —         | —         | ۱۶         |
| ۱۷                  | الکساندر آلبون | ۲۳    | ویلیامز-مرسدس         | ۱:۴۴٫۷۱۹  | —         | —         | ۱۷         |
| ۱۸                  | نیکلاس لطیفی   | ۶     | ویلیامز-مرسدس         | ۱:۴۵٫۳۶۷  | —         | —         | ۱۸         |
| ۱۹                  | لانس استرول    | ۱۸    | استون مارتین-مرسدس    | ۱:۴۵٫۳۷۱  | —         | —         | ۱۹         |
| ۲۰                  | میک شوماخر     | ۴۷    | هاس-فراری             | ۱:۴۵٫۷۷۵  | —         | —         | ۲۰         |
| زمان ۱۰۷٪: ۱:۴۹٫۹۱۲ |                |       |                       |           |           |           |            |
| منابع:              |                |       |                       |           |           |           |            |

## مسابقه
این مسابقه ساعت ۱۵:۰۰ به وقت محلی، در تاریخ ۱۲ ژوئن برگزار می‌شود.

### رده‌بندی مسابقه
| جایگاه                                                              | شماره | راننده         | سازنده                | دور | زمان        | امتیاز |
| ------------------------------------------------------------------- | ----- | -------------- | --------------------- | --- | ----------- | ------ |
| ۱                                                                   | ۱     | ماکس فرستاپن   | ردبول ریسینگ-آربی‌پی‌تی | ۵۱  | ۱:۳۴:۰۵٫۹۴۱ | ۲۵     |
| ۲                                                                   | ۱۱    | سرجیو پرز      | ردبول ریسینگ-آربی‌پی‌تی | ۵۱  | ۲۰٫۸۲۳+     | ۱۹۱    |
| ۳                                                                   | ۶۳    | جورج راسل      | مرسدس                 | ۵۱  | ۴۵٫۹۹۵+     | ۱۵     |
| ۴                                                                   | ۴۴    | لوییس همیلتون  | مرسدس                 | ۵۱  | ۱:۱۱٫۶۷۹+   | ۱۲     |
| ۵                                                                   | ۱۰    | پیر گسلی       | آلفاتاوری-آربی‌پی‌تی    | ۵۱  | ۱:۱۷٫۲۹۹+   | ۱۰     |
| ۶                                                                   | ۵     | سباستین فتل    | استون مارتین-مرسدس    | ۵۱  | ۱:۲۴٫۰۹۹+   | ۸      |
| ۷                                                                   | ۱۴    | فرناندو آلونسو | آلپاین-رنو            | ۵۱  | ۱:۲۷٫۵۹۶+   | ۶      |
| ۸                                                                   | ۳     | دنیل ریکیاردو  | مک‌لارن-مرسدس          | ۵۱  | ۱:۳۲٫۲۰۷+   | ۴      |
| ۹                                                                   | ۴     | لاندو نوریس    | مک‌لارن-مرسدس          | ۵۱  | ۱:۳۲٫۵۵۶+   | ۲      |
| ۱۰                                                                  | ۳۱    | استابان اوکون  | آلپاین-رنو            | ۵۱  | ۱:۴۸٫۱۸۴+   | ۱      |
| ۱۱                                                                  | ۷۷    | والتری بوتاس   | آلفارومئو-فراری       | ۵۰  | +۱ دور      |        |
| ۱۲                                                                  | ۲۳    | الکساندر آلبون | ویلیامز-مرسدس         | ۵۰  | +۱ دور      |        |
| ۱۳                                                                  | ۲۲    | یوکی سونودا    | آلفاتاوری-آربی‌پی‌تی    | ۵۰  | +۱ دور      |        |
| ۱۴                                                                  | ۴۷    | میک شوماخر     | هاس-فراری             | ۵۰  | +۱ دور      |        |
| ۱۵                                                                  | ۶     | نیکلاس لطیفی   | ویلیامز-مرسدس         | ۵۰  | +۱ دور۲     |        |
| ۱۶۳                                                                 | ۱۸    | لانس استرول    | استون مارتین-مرسدس    | ۴۶  | لرزش        |        |
| ب.                                                                  | ۲۰    | کوین مگنوسن    | هاس-فراری             | ۳۱  | پیشرانه     |        |
| ب.                                                                  | ۲۴    | گوانیو ژو      | آلفارومئو-فراری       | ۲۳  | موضوع فنی   |        |
| ب.                                                                  | ۱۶    | شارل لکلرک     | فراری                 | ۲۱  | پیشرانه     |        |
| ب.                                                                  | ۵۵    | کارلوس ساینز   | فراری                 | ۸   | ترمز‌ها      |        |
| سریع‌ترین دور: سرجیو پرز (ردبول ریسینگ-آربی‌پی‌تی) - ۱:۴۶٫۰۴۶ (دور ۳۶) |       |                |                       |     |             |        |
| منابع:                                                              |       |                |                       |     |             |        |

یادداشت‌ها
- ^ ۱ – یک امتیاز برای سریع‌ترین دور.[۸]
- ^ ۲ – نیکلاس لطیفی به دلیل بی‌توجهی به پرچم آبی پنج ثانیه جریمه شد. جایگاه نهایی او تحت تاثیر جریمه قرار نگرفت.
- ^ ۳ – لانس استرول به دلیل طی کردن بیش از ۹۰ درصد مسافت مسابقه در رده‌بندی قرار گرفت.

## رده‌بندی قهرمانی پس از مسابقه
جدول رده‌بندی قهرمانی رانندگان
| ت. ج  | جایگاه | راننده       | امتیازات |
| ----- | ------ | ------------ | -------- |
|       | ۱      | ماکس فرستاپن | ۱۵۰      |
| ۱     | ۲      | سرجیو پرز    | ۱۲۹      |
| ۱     | ۳      | شارل لکلرک   | ۱۱۶      |
|       | ۴      | جورج راسل    | ۹۹       |
|       | ۵      | کارلوس ساینز | ۸۳       |
| منبع: |        |              |          |

جدول رده‌بندی قهرمانی سازندگان
| ت. ج  | جایگاه | سازنده                | امتیازات |
| ----- | ------ | --------------------- | -------- |
|       | ۱      | ردبول ریسینگ-آربی‌پی‌تی | ۲۷۹      |
|       | ۲      | فراری                 | ۱۹۹      |
|       | ۳      | مرسدس                 | ۱۶۱      |
|       | ۴      | مک‌لارن-مرسدس          | ۶۵       |
| ۱     | ۵      | آلپاین-رنو            | ۴۷       |
| منبع: |        |                       |          |

- یادداشت: فقط پنج رده برتر برای هر دو مجموعه رده‌بندی قرار داده شده است.

| مسابقهٔ قبلی: جایزه بزرگ موناکو ۲۰۲۲    | مسابقات قهرمانی جهان فرمول یک فصل ۲۰۲۲ | مسابقهٔ بعدی: جایزه بزرگ کانادا ۲۰۲۲    |
| مسابقهٔ قبلی: جایزه بزرگ آذربایجان ۲۰۲۱ | جایزه بزرگ آذربایجان                   | مسابقهٔ بعدی: جایزه بزرگ آذربایجان ۲۰۲۳ |